# Costur (kommunhuvudort)
Costur är en kommunhuvudort i Spanien.   Den ligger i provinsen Província de Castelló och regionen Valencia, i den östra delen av landet, 300 km öster om huvudstaden Madrid. Costur ligger 472 meter över havet och antalet invånare är 474.
Terrängen runt Costur är kuperad västerut, men österut är den platt. Runt Costur är det ganska tätbefolkat, med 70 invånare per kvadratkilometer. Närmaste större samhälle är Castelló de la Plana, 18,2 km sydost om Costur. Omgivningarna runt Costur är i huvudsak ett öppet busklandskap.